# ヤルン
ヤルン（ウクライナ語 / ロシア語: Ярун、生没年不明）は、13世紀前半の、ガーリチ公国の都市・プシェムィスリのトィシャツキー（千人長）である。
1215年、ハンガリー王国の王子・カールマーンと、ポーランド王国のクラクフ公レシェクの連合軍がガーリチ公国に侵入した際の史料に、ヤルンに関する言及がある。また1216年にはトロペツ公国の都市の1つであるルジェフを、ウラジーミル大公国のスヴャトスラフ(ru)の攻撃から防衛することに成功、次いで（リピツァの戦い(ru)以前）同国のヤロスラフの率いる連隊を撃退した。1223年にはヴォエヴォダ（軍司令官）としてポロヴェツ族のコチャン・バスチーの軍を指揮し、カルカ河畔の戦いに参加した。